# Brudorkidésläktet
Brudorkidésläktet (Phalaenopsis) är ett växtsläkte i familjen orkidéer, som innehåller cirka 40 epifytiska arter. De förekommer naturligt från tropiska Himalaya till Malaysia, Filippinerna, Indonesien, Nya Guinea och Australien. I Sverige odlas de som krukväxter och hybrider är vanliga i handeln. 

## Skötsel
De är lättskötta och blommar ofta flera gånger per år. Brudorkidéer skall alltid vattnas underifrån på fatet och aldrig ovanifrån. I det vilda lever de hängande på träd.
Efter att Brudorkidén har blommat ska stjälken klippas av vid andra eller tredje ögat nerifrån då en ny stjälk kommer växa ut och blomma på nytt. Se också Semi-hydroponic för odling av orkideer. Detta gäller framförallt när blomstjälken saknar förgreningar, underarter med förgrenade blomstjälkar blommar mer sällan om på gamla stjälkar. Grundregeln får dock vara att inte klippa bort en stjälk helt förrän den är helt intorkad.